# Birgit Cullberg
Birgit Ragnhild Cullberg (født 3. august 1908 i Nyköping, død 8. september 1999 i Stockholm) var en svensk balletdanser og koreograf. Hun regnes for at være en af det 20. århundredes største skandinaviske koreografer. 
Birgit Cullberg studerede ballet hos Kurt Jooss-Leeder og Lillian Karina og var i perioden 1952-57 medlem af Royal Ballet i London. I 1946 startede Cullberg sammen med Ivo Cramér Svensk Danseteater. I 1950 kom det store gennembrud med balletten, Frøken Julie. I 1960 blev hun udnævnt til regissør og koreograf ved Stockholms stadsteater. Kendte værker fra denne tid er Medea (1953), Månerenen (1957, skabt til Den Kongelige Ballet) og Fruen fra Havet (1960, efter Ibsen). Musikken til Månerenen og Fruen fra Havet blev komponeret af Knudåge Riisager.
Cullberg nåede international anerkendelse og verdensberømmelse, da hun grundlagde Cullberg Balletten i 1960'erne. Da hun trak sig tilbage i 1985, overtog hendes søn, Mats Ek, den kunstneriske ledelse af balletkompagniet frem til 1993.
Det svenske Konstnärsnämnden indstiftede Cullbergstipendiet til hendes ære. I 1979 blev hun udnævnt til æresprofessor ved Stockholms Universitet, hvor hun studerede som ung. Hun har i øvrigt modtaget den franske pris, Commendeur de l’ordre des Arts et des Lettres og den italienske Cavaliere Ufficiale.
Birgit Cullberg er begravet i mindelunden på Skogskyrkogården i Stockholm.